# Philipp Brunnemer

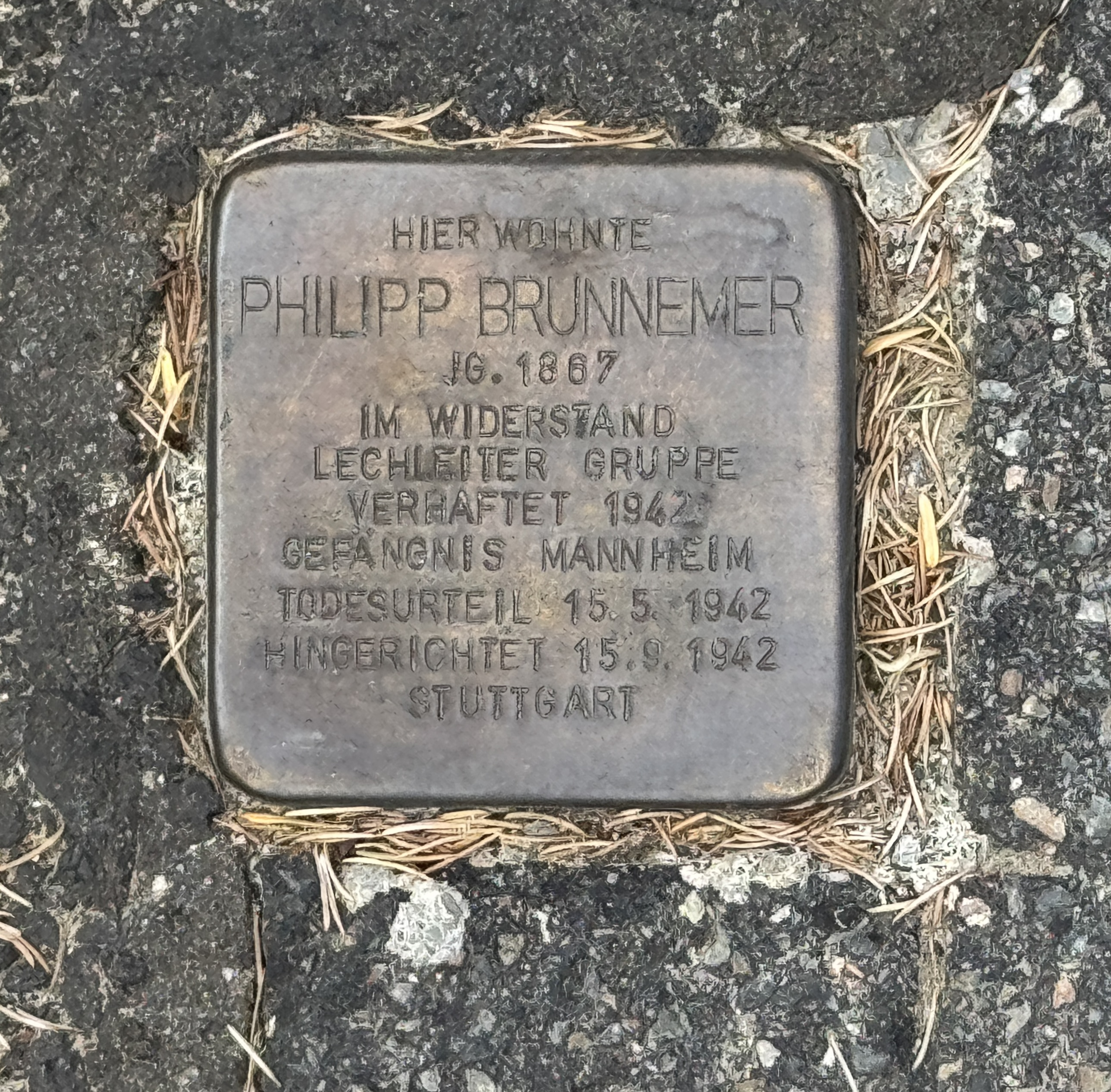
Mannheim-Gartenstadt Stolperstein Philipp-Brunnemer-Weg 3

Philipp Brunnemer (* 19. April 1867 in Weingarten (Pfalz); † 15. September 1942 in Stuttgart) war ein deutscher sozialdemokratischer Widerstandskämpfer gegen den NS-Staat.

## Leben
Philipp Brunnemer kam aus einer sozialdemokratischen Arbeiterfamilie. Nach Abschluss seiner Schulausbildung absolvierte er eine Lehre zum Schriftsetzer. Er trat bereits 1890 in die Sozialdemokratische Partei Deutschlands (SPD) ein. Auch im Reichsbanner Schwarz-Rot-Gold hatte er eine leitende Funktion inne. Schon zuvor und auch nach der Machtübertragung an die NSDAP war er ein Gegner des Nationalsozialismus.
Als der NS-Staat den Zweiten Weltkrieg ausgelöst hatte, wurde Brunnemer ein Mitglied der Widerstandsorganisation um Georg Lechleiter. Im Keller seines Wohnhauses am Margeritenweg 3 hatte er einen Vervielfältigungsapparat versteckt, auf dem ab September 1941 die illegale Zeitung „Der Vorbote“ gedruckt wurde. Zuvor hatte Brunnemers Tochter Käthe Seitz in Rohrbach (Heidelberg) die Matrizen dafür beschrieben. Von der Zeitung wurden vier Nummern gedruckt, bis die Gestapo die Gruppe enttarnen konnte. Zu den vielen Verhafteten gehörten auch Brunnemer, dessen Tochter Käthe und deren Ehemann Alfred Seitz. 
Vor dem in Mannheim tagenden Volksgerichtshof gehörte Brunnemer zu den 14 Angeklagten, die am 15. Mai 1942 wegen Vorbereitung zum Hochverrat, Feindbegünstigung, Wehrkraftzersetzung und des Verbreitens ausländischer Rundfunksendungen zum Tode verurteilt wurden. Am 15. September 1942 verlor Philipp Brunnemer unter dem Fallbeil des Landgerichts Stuttgart sein Leben. Am selben Tag wurden auch seine Tochter und sein Schwiegersohn hingerichtet.
Brunnemers Ehefrau Luise Brunnemer starb im Januar 1945 im Krankenhaus Neckarbischofsheim unter ungeklärten Umständen.

## Erinnerung
- In der Mannheimer Gartenstadt erinnert der Philipp-Brunnemer-Weg an ihn.[3]
- Vor dem Philipp-Brunnemer-Weg 3 in der Mannheimer Gartenstadt wurde zu seinem Gedenken ein Stolperstein verlegt.[4]